# Hayden (Colorado)
Hayden est une ville du Colorado dans le comté de Routt.

## Géographie
La municipalité de Hayden s'étend sur 3 milles carrés (7,77 km2). Selon le recensement de 2010, sa population est de 1 810 habitants.
La ville est située le long de l'autoroute US Highway 40 dans la vallée de la Yampa, entre Craig et Steamboat Springs. Proche du Yampa Valley Airport (en) qui dispose d'un fret de passagers saisonniers en hiver pour le ski avec Atlanta, Chicago, Dallas, Houston, Los Angeles, Minneapolis et New York et le reste de l'année avec Denver, la ville a pour code d'identification les trois lettres : HDN. C'est une des plus petites villes américaines à avoir un service grandes lignes par American Airlines, Delta Air Lines et United Airlines.

## Histoire

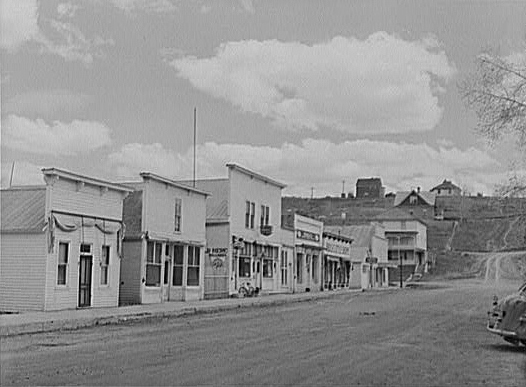
Hayden en 1942.

Les Utes utilisaient le territoire pour la chasse. Au début du XIXe siècle, des trappeurs s'y installent. 
Colonisée en 1875, la ville est fondée en 1894 et incorporée en 1906. Elle est nommée en l'honneur de Ferdinand Vandeveer Hayden, explorateur du Colorado.

## Démographie
| 1910 | 1920 | 1930 | 1940 | 1950 | 1960 |
| ---- | ---- | ---- | ---- | ---- | ---- |
| 314  | 455  | 554  | 640  | 767  | 764  |

| 1970 | 1980  | 1990  | 2000  | 2010  | - |
| ---- | ----- | ----- | ----- | ----- | - |
| 763  | 1 720 | 1 444 | 1 634 | 1 810 | - |